# سيثرومايسين
سيثرومايسين اسمه التجاري (بالإنجليزية: Restanza)‏ (المعروف في البداية باسم ABT-773) هو مضاد حيوي للكيتوليد يخضع لأبحاث لعلاج الالتهاب الرئوي المكتسب من المجتمع (CAP). الوقاية من الجمرة الخبيثة الاستنشاقية بعد التعرض، وتم إعطاؤها حالة «عقار يتيم» لهذا المؤشر. تم اكتشافها وتطويرها في الأصل من قبل شركة Abbott.